# Исчезнувшие населённые пункты Ивановской области/Палехский район
Исчезнувшие населённые пункты Ивановской области/Палехский район
- Бакланиха, Пеньковский с/с, № 483 от 26.10.1964
- Бакшеево, Осиновецкий с/с, № 483 от 26.10.1964
- Березовец, Осиновецкий с/с, № 809 от 9.12.1974
- Блохино, Клетинский с/с, № 528 от 25.12.1957
- Деменьково, Осиновецкий с/с, № 438 от 30.10.1989
- Емельяниха, Осиновецкий с/с, № 269 от 9.04.1974
- Завражье, Майдаковский с/с, № 483 от 26.10.1964
- Залесье Малое, Сакулинский с/с, № 483 от 26.10.1964
- Землянка Куракинская, Тименский с/с, № 528 от 25.12.1957
- Зимницы Большие, Пановский с/с, № 483 от 26.10.1964
- Зыково, Сакулинский с/с, № 438 от 30.10.1989
- Калиниха, Верзякинский с/с, № 528 от 25.12.1957
- Клетнево, Осиновецкий с/с, № 20/11 от 15.11.1976
- Конопляново, Осиновецкий с/с, № 17/9 от 11.11.1979 СУЩЕСТВУЕТ?
- Лопатино, Клетинский с/с, № 528 от 25.12.1957
- Лужки, Осиновецкий с/с, № 809 от 9.12.1974
- Лыково, Осиновецкий с/с, № 20/11 от 15.11.1976
- Медведниково, Сакулинский с/с, № 528 от 25.12.1957
- Морозиха, Осиновецкий с/с, № 483 от 26.10.1964
- Никола-Пение, Подолинский с/с, № 627 от 1.11.1968
- Николаевка, Раменский с/с, № 483 от 26.10.1964
- Ново, Верзякинский с/с, № 483 от 26.10.1964
- Новая, Пеньковский с/с, № 483 от 26.10.1964
- Павлово, Сакулинский с/с, № 438 от 30.10.1989
- Паново Малое, Пановский с/с, № 483 от 26.10.1964
- Плешково, Клетинский с/с, № 152 от 17.07.1997
- Поддубново, Пановский с/с, № 152 от 17.07.1997
- Подлесново, Осиновецкий с/с, № 809 от 9.12.1974
- Починок, Верзякинский с/с, № 20/11 от 15.11.1976
- Развалихино, Клетинский с/с, № 152 от 17.07.1997
- Савино, Сакулинский с/с, № 20/11 от 15.11.1976
- Среднево Малое, Осиновецкий с/с, № 86 от 17.02.1972
- Стамижарка, Майдаковский с/с, № 483 от 26.10.1964
- Стрюково, Малиновский с/с, № 483 от 26.10.1964
- Суково, Тименский с/с, № 483 от 26.10.1964
- Терехово, Подолинский с/с, № 20/11 от 15.11.1976
- Углецы Большие, Верзякинский с/с, № 483 от 26.10.1964
- Угольный, Тименский с/с, № 528 от 25.12.1957
- Усадьба артели «Коммунар», Пеньковский с/с, № 528 от 25.12.1957
- Филино, Сакулинский с/с, № 809 от 9.12.1974
- Харино, Малиновский с/с, № 86 от 17.02.1972
- Хотеново, Осиновецкий с/с, № 20/11 от 15.11.1976 СУЩЕСТВУЕТ?
- Царьково, Подолинский с/с, № 528 от 25.12.1957
- Чалово, Верзякинский с/с, № 528 от 25.12.1957
- Шалахино, Осиновецкий с/с, № 17/9 от 11.11.1979
- Шамово, Верзякинский с/с, № 86 от 17.02.1972
- Шихири, Пеньковский с/с, № 483 от 26.10.1964
- Юрилово, Верзякинский с/с, № 17/9 от 11.11.1979
- Яркино — 2002 год[источник?].